# Laibachsweinberg-Im Tal-Im Köchlein
Das Naturschutzgebiet Laibachsweinberg-Im Tal-Im Köchlein liegt auf dem Gebiet der Stadt Krautheim und der Gemeinde Dörzbach im Hohenlohekreis in Baden-Württemberg. Es wurde vom Regierungspräsidium Stuttgart am 27. Juli 1984 durch Verordnung ausgewiesen.

## Lage
Das Naturschutzgebiet liegt zwischen dem Krautheimer Stadtteil Klepsau und dem Dörzbacher Ortsteil Laibach. Es besteht aus drei Teilgebieten. Das Teilgebiet Laibachsweinberg liegt am Südosthang des Bocksbergs, das Gebiet Im Tal an dessen Westhang. Jenseits des Talgrabens liegt das Teilgebiet Im Köchlein wiederum an einem ostexponierten Hang. Das Gebiet gehört zum Naturraum der Kocher-Jagst-Ebenen.

## Schutzzweck
Wesentlicher Schutzzweck ist gemäß Schutzgebietsverordnung „die Erhaltung und Entwicklung von floristisch und faunistisch wertvollen trockenen Steilhängen im unteren Muschelkalk mit vielen geschützten Pflanzen- und Tierarten.“

## Zusammenhängende Schutzgebiete
Das Gebiet grenzt im Osten und im Westen an das Landschaftsschutzgebiet Jagsttal mit Nebentälern und angrenzenden Gebieten zwischen Kreisgrenze Schwäbisch Hall und Gemeindegrenze Krautheim/Schöntal und ist Teil des FFH-Gebiets Jagsttal Dörzbach-Krautheim.